# ام‌وی پورتو
ام‌وی پورتو (به انگلیسی: MV Porto) یک کشتی است که طول آن ۱۱۸ متر (۳۸۷ فوت) می‌باشد. این کشتی در سال ۱۹۶۵ ساخته شد.